# آنجلینا جولی
آنجلینا جولی (انگلیسی: Angelina Jolie، با نام تولد آنجلینا جولی وُیت؛ زادهٔ ۴ ژوئن ۱۹۷۵) بازیگر، فیلم‌ساز و بشردوست آمریکایی است. او دریافت‌کنندهٔ افتخارات گوناگونی از جمله یک جایزهٔ اسکار و سه جایزهٔ گلدن گلوب بوده است. نام جولی چند بار در میان فهرست بازیگران زن هالیوود با بیشترین دستمزد آمده است.
جولی در کودکی با پدرش جان ویت در نگاهی به بیرون (۱۹۸۲) حضور یافت. کار سینمایی او با جدیت یک دهه بعد با فیلم کم‌بودجهٔ سایبورگ ۲ (۱۹۹۳) آغاز شد و با نقش اصلی هکرها (۱۹۹۵) ادامه یافت. او در فیلم تلویزیونی زندگی‌نامه‌ای جورج والاس (۱۹۹۷) و جیا (۱۹۹۸) ایفای نقش کرد و بابت بازی در نقش یک جامعه‌ستیز در درام دختر، ازهم‌گسیخته (۱۹۹۹) برندهٔ جایزهٔ اسکار بهترین بازیگر نقش مکمل زن شد. او با بازی در نقش لارا کرافت در فیلم لارا کرافت: مهاجم مقبره (۲۰۰۱) به بازیگری برجسته در هالیوود تبدیل شد. او این روند را با نقش‌های اکشن خود در آقا و خانم اسمیت (۲۰۰۵)، تحت تعقیب (۲۰۰۸)، سالت (۲۰۱۰) ادامه داد و با بازی در درام‌های قلب قدرتمند (۲۰۰۷)، بچه جایگزین (۲۰۰۸) و ماریا (۲۰۲۴) مورد تحسین منتقدان قرار گرفت. پرفروش‌ترین کارهای او شامل فیلم فانتزی مالفیسنت (۲۰۱۴) و فیلم ابرقهرمانی جاودانگان (۲۰۲۱) و نیز مجموعهٔ پاندای کونگ‌فوکار (از ۲۰۰۸) می‌شوند. جولی چندین درام جنگی مانند در سرزمین خون و عسل (۲۰۱۱)، شکست‌ناپذیر (۲۰۱۴) و اول پدرم را کشتند (۲۰۱۷) را نویسندگی و کارگردانی کرده است.
جولی همچنین بابت فعالیت‌های بشردوستانه‌اش شناخته شده است و جایزه بشردوستانه ژان هرشولت و همچنین نشان افتخاری سنت مایکل و سنت جورج را دریافت کرده است. او کارهای خیرخواهانه‌ای شامل حفاظت طبیعت، آموزش و حقوق زنان را ترویج می‌کند و بیشتر از همه بابت پشتیبانی‌هایش به نمایندگی از پناهندگان به‌عنوان فرستادهٔ ویژه کمیساریای عالی سازمان ملل متحد برای پناهندگان (جایگاهی که آن را تا سال ۲۰۲۲ داشت) مورد توجه قرار گرفته است. جولی بیش از دوازده مأموریت در سطح جهانی برای اردوگاه پناهندگان و سرزمین‌های جنگی انجام داده است.
به عنوان چهره‌ای عمومی، از جولی به عنوان یکی از تأثیرگذارترین و قدرتمندترین افراد در صنعت سرگرمی آمریکا یاد شده است. رسانه‌های گوناگونی برای چند سال از او به عنوان زیباترین زن جهان یاد کرده‌اند. زندگی شخصی او از جمله روابط، ازدواج‌ها و سلامتی‌اش در معرض پوشش بسیاری از رسانه‌ها و مردم بوده است. او پیش‌تر از بازیگران جانی لی میلر، بیلی باب تورنتون و برد پیت طلاق گرفته است. او و پیت شش فرزند با هم دارند که سه نفر از آن‌ها در سطح بین‌المللی به فرزندی گرفته شده‌اند.

## آغاز زندگی
آنجلینا جولی وُیت در روز ۴ ژوئن ۱۹۷۵ در لس آنجلس، کالیفرنیا به دنیا آمد. پدر و مادرش، جان ویت و مارچلین برتراند هردو بازیگر هستند. او خواهر جیمز هیون، بازیگر و همچنین برادرزاده چیپ تیلور، خواننده-ترانه‌سرا و بری ویت، زمین‌شناس و آتشفشان‌شناس است. پدر و مادر تعمیدی او، جکلین بیسیت و ماکسیمیلیان شل هر دو بازیگر هستند. از طرف پدر، جولی از نژاد آلمانی و اسلواکی است، در حالی که از طرف مادرش، او در اصل نژاد فرانسوی کانادایی، هلندی و آلمانی دارد. او اشاره کرده است که بخشی از ایروکوا از طریق یک جد هیوون در سده ۱۷ است.

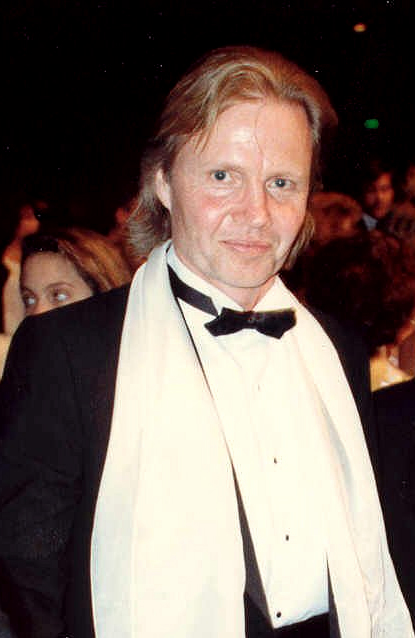
جان ویت در مراسم اسکار در آوریل ۱۹۸۸، جایی که فرزندانش او را همراهی می‌کردند

پس از طلاق پدر و مادرش در سال ۱۹۷۶ او و برادرش با مادرشان زندگی می‌کردند. مادرش هدف‌های بازیگری خود را رها کرده بود تا روی بزرگ کردن فرزندانش تمرکز کند. مادر جولی او را به عنوان یک کاتولیک بزرگ کرد اما او را ملزم به رفتن کلیسا نمی‌کرد. در کودکی او بیشتر با مادرش فیلم تماشا می‌کرد و این به‌جای شغل موفق پدرش بود که باعث علاقه‌اش به بازیگری شد؛ ولی در هفت سالگی نقش کمی در نگاهی به بیرون (۱۹۸۲) به نویسندگی پدرش داشت. هنگامی جولی شش ساله بود، مادرش و پارتنرش بیل دی خانواده را به پالیسدس، نیویورک منتقل کردند؛ آنها پنج سال بعد به لس آنجلس بازگشتند. جولی سپس تصمیم گرفت که می‌خواهد بازیگری کند و در انستیتوی تئاتر لی استراسبرگ ثبت نام کرد. او در آنجا به مدت دو سال آموزش دید و در چندین اجرای بر روی صحنه حضور یافت.
جولی ابتدا در دبیرستان بورلی هیلز تحصیل کرد و در آنجا احساس می‌کرد که در میان فرزندان برخی از خانواده‌های مرفه منطقه، منزوی شده است چرا که مادرش با درآمد متوسط‌تری زندگی می‌کرد. همچنین او توسط دانش آموزان دیگر به علت لاغری زیاد و استفاده از عینک و براکت ارتودنسی مورد تمسخر قرار گرفت. تلاش‌های اولیه او برای مدل شدن به اصرار مادرش، بی‌نتیجه ماند. او سپس به دبیرستان مورنو، یک مدرسه جایگزین منتقل شد و در آنجا با پوشیدن لباس کاملاً سیاه، رفتن به ماشینگ و تجربه نایف پلی با دوست‌پسرش، به یک «پانک اوت‌سایدر» تبدیل شد. او کلاس‌های بازیگری خود را رها کرد و علاقه داشت مدیر مراسم تدفین شود و دوره‌های خانگی برای تحصیل مومیایی کردن را گذراند. جولی در ۱۶ سالگی پس از پایان رابطه با دوست‌پسرش، از دبیرستان فارغ‌التحصیل شد و قبل از بازگشت به تحصیلات تئاتر، آپارتمان خود را اجاره کرد.
جولی در نوجوانی به سختی می‌توانست از نظر عاطفی با دیگران ارتباط برقرار کند و در نتیجه، خودش را آزار می‌داد. وی در سن ۲۰ سالگی تقریباً از هر نوع مواد مخدر به خصوص هروئین استفاده کرده بود. جولی در نوجوانی از افسردگی رنج می‌برد و در سنین ۱۹ تا ۲۲ سالگی، دو بار اقدام به خودکشی کرد. وی همچنین قصد داشت قاتلی را برای کشتن خود استخدام کند.
او همچنین با مشکل بی خوابی و اختلال خوردن دست و پنجه نرم می‌کرد.
هنگامی که جولی ۲۴ ساله بود، دچار یک فروپاشی روانی شد و به مدت ۷۲ ساعت در بخش روان‌پزشکی مرکز پزشکی UCLA بستری شد. دو سال بعد از این ماجرا و پس از به فرزندخواندگی قبول کردن فرزند اولش، مادوکس، جولی در زندگی خود ثبات پیدا کرد. او بعداً در این باره اظهار داشت «من می‌دانستم هنگامی که نسبت به مادوکس متعهد شوم، دیگر هرگز خودباخته نخواهم شد.»

## زندگی شخصی

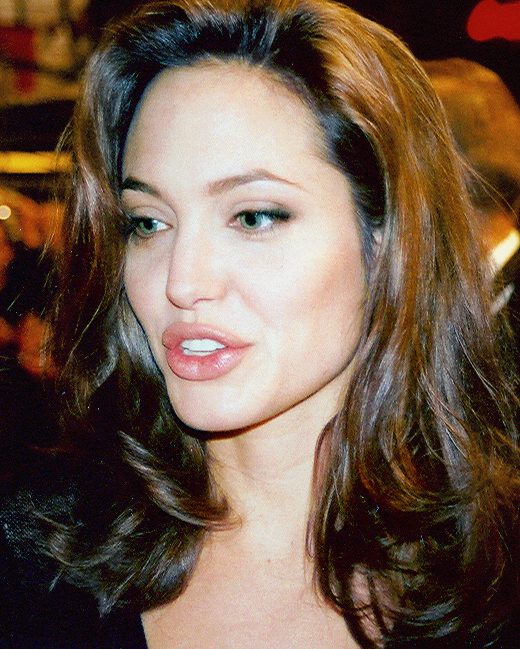
آنجلینا جولی در سال 2004

همسر اول وی جانی لی میلر است که در سال ۱۹۹۶ با او ازدواج کرد و در سال ۱۹۹۹ از وی جدا شد؛ همسر دوم او بیلی باب تورنتون است که در مه ۲۰۰۰ با هم ازدواج کردند، ولی سرانجام پس از ۳ سال ازدواجشان به جدایی انجامید.
پس از بازی در فیلم آقا و خانم اسمیت، او و برد پیت وارد یک دوستی عاشقانه و سرانجام در سال ۲۰۰۶ صاحب دختری به نام شیلو شدند که به خاطر باورهایشان در مورد پایان دادن به فقر و بدبختی مردم آفریقا تصمیم به تولد بچه‌شان در کشور فقیر و آفریقایی نامیبیا گرفتند. آنجلینا جولی به همراه برد پیت افزون بر سه فرزند بیولوژیکی خود، سرپرستی مدوکس پسر بچه یتیم اهل کامبوج، پکس کودک ویتنامی و یک دختر یتیم اهل اتیوپی به نام زهرا را بر عهده دارند.
برد پیت در ۲۶ ژانویهٔ ۲۰۱۲ رسماً اعلام کرد که او و جولی تصمیم به ازدواج دارند. او گفت: 
«ما تصمیم گرفته بودیم ازدواج نکنیم تا زمانی که برای هیچ زوجی منع ازدواج وجود نداشته باشد ولی گمان نمی‌کنم دیگر بتوانیم بیش از این مقاومت کنیم. ازدواج ما برای بچه‌هایمان خیلی مهم است و همیشه در این باره از ما پرسش می‌کنند. برای من هم مهم است. دوست دارم آن نوع تعهد ایجاد بشود.»

در ادامهٔ گفتگو زمانی که از او پرسش شد آیا رسماً از جولی خواستگاری کرده یا نه، وی جواب داد: 
«دیگر از این فراتر نمی‌روم … ولی زمانی که عاشق کسی هستی و با او یک خانواده تشکیل بدهی و خودت هم دوست داری یک تعهد میان‌تان ایجاد بشود و نتوانی خیلی خنده‌دارست،»
آنجلینا جولی در ۱۴ مهٔ ۲۰۱۳ اعلام کرد به دلیل دارا بودن یک ژن معیوب، احتمال ابتلای او به سرطان پستان ۸۷ درصد و ابتلا به سرطان تخمدان ۵۰ درصد بوده و به این خاطر دست به عمل جراحی ماستکتومی (پستان‌برداری) زده و آن‌ها را برداشته است و جراحی‌ها و مراحل درمانی وی از فوریهٔ ۲۰۱۳ تا پایان آوریل ۲۰۱۳ به درازا انجامید. وی ذکر کرد که سرطان پستان باعث مرگ مادرش شده است و با توجه به این عمل‌ها احتمال سرطان پستان در وی به زیر ۵ درصد رسیده است

جولی در کنار حرفهٔ اصلی خویش، طراح جواهر نیز هست.
وی در سال ۲۰۱۶ برای جدا شدن از برد پیت دادخواست داد که این کار دنیای هالیوود را در بهت و ناباوری فرو برد، او دلیل کارش را اعتیاد پیت به الکل و مخدر اعلام کرد و در دادخواست خود تنها خواسته‌اش واگذاری سرپرستی ۶فرزندش بود. در ماه مه ۲۰۲۱، پس از یک نبرد طولانی مدت بین جولی و پیت دربارهٔ گرفتن حضانت فرزندانشان در دادگاه، به پیت حق حضانت مشترک فرزندانش با آنجلینا جولی اعطا شد.
او در سال ۲۰۱۷ اعلام کرد به فلج بل مبتلاست.

## چهرهٔ عمومی
جولی به‌عنوان دختر بازیگر جان ویت، از سنین کودکی در رسانه‌ها ظاهر می‌شد. او در هنگام آغاز کار خود، به عنوان «کودک وحشی» شهرت پیدا کرد و در اواخر دههٔ ۱۹۹۰ و اوایل دههٔ ۲۰۰۰ با این عنوان مشهور بود. به‌طور معمول رسانه‌ها شیفتگی او به خون و چاقو، تجربیات استفاده از مواد مخدر و زندگی جنسی او به‌ویژه دوجنس‌گرایی و علاقه‌اش به سادومازوخیسم را پوشش می‌دادند. یکی دیگر از عوامل دخیل در وجههٔ جنجالی او، شایعات تبلوید در مورد زنای با محارم بود که جولی پس از برنده شدن اسکار برای دختر، ازهم‌گسیخته لب برادرش را بوسید و گفت: «در حال حاضر خیلی عاشق برادرم هستم.» او این شایعات را رد کرد و گفت: «ناامیدکننده بود که چیزی به این زیبایی و خالصی می‌تواند به سیرک تبدیل شود»، و توضیح داد به‌عنوان فرزندان والدین مطلقه، او و جیمز برای حمایت عاطفی به یکدیگر متکی بودند.
فوربز از او به عنوان پردرآمدترین بازیگر زن هالیوود در سال‌های ۲۰۰۹، ۲۰۱۱ و ۲۰۱۳ با درآمد تخمینی سالانه به ترتیب ۲۷ میلیون، ۳۰ میلیون دلار و ۳۳ میلیون دلار نام برده است.

## فیلم‌شناسی
جولی از سال ۱۹۸۲ در بیش از ۳۰ فیلم ظاهر شده است. بنا به گفتهٔ وبگاه بازبینی جمعی راتن تومیتوز و وبگاه سرگرمی اسکرین رنت، تحسین‌شده‌ترین و پرفروش‌ترین فیلم‌های جولی عبارتند از: بازی با قلب (۱۹۹۸)، جیا (۱۹۹۸)، سرقت در ۶۰ ثانیه (۲۰۰۰)، لارا کرافت: مهاجم مقبره (۲۰۰۱)، لارا کرافت مهاجم مقبره: گهواره حیات (۲۰۰۳)، کاپیتان اسکای و دنیای فردا (۲۰۰۴)، اسکندر (۲۰۰۴)، آقا و خانم اسمیت (۲۰۰۵)، بئوولف (۲۰۰۷)، قلب قدرتمند (۲۰۰۷)، بچه جایگزین (۲۰۰۸)، پاندای کونگ‌فوکار (۲۰۰۸)، تحت تعقیب (۲۰۰۸)، سالت (۲۰۱۰)، توریست (۲۰۱۰)، مالفیسنت (۲۰۱۴) و مالفیسنت: بانوی اهریمنی (۲۰۱۹). پروژه‌های تلویزیونی او مینی‌سریال‌های زنان واقعی و جورج والاس از شبکهٔ سی‌بی‌اس را شامل می‌شود.

## جایزه‌ها و نامزدی‌ها
| سال  | جایزه                     | دسته‌بندی                                                       | فیلم                | نتیجه    |
| ---- | ------------------------- | -------------------------------------------------------------- | ------------------- | -------- |
| ۱۹۹۸ | جایزه امی                 | بهترین بازیگر نقش مکمل زن – مینی‌سریال یا فیلم                  | جورج والاس          | نامزدشده |
| ۱۹۹۸ | جایزه گلدن گلوب           | بهترین بازیگر نقش مکمل زن – سریال، مینی‌سریال یا فیلم تلویزیونی | جورج والاس          | برنده    |
| ۱۹۹۸ | جایزه امی                 | بازیگر نقش اول زن – مینی‌سریال یا فیلم                          | جیا                 | نامزدشده |
| ۱۹۹۹ | جایزه گلدن گلوب           | بهترین بازیگر نقش زن برای سریال کوتاه یا فیلم تلویزیونی        | جیا                 | برنده    |
| ۱۹۹۹ | جایزه انجمن بازیگران فیلم | بهترین بازیگر نقش زن برای سریال کوتاه یا فیلم تلویزیونی        | جیا                 | برنده    |
| ۲۰۰۰ | جایزه اسکار               | بهترین بازیگر نقش مکمل زن                                      | دختر، ازهم‌گسیخته    | برنده    |
| ۲۰۰۰ | جایزه گلدن گلوب           | بهترین بازیگر نقش مکمل زن                                      | دختر، ازهم‌گسیخته    | برنده    |
| ۲۰۰۰ | جایزه انجمن بازیگران فیلم | بهترین بازیگر نقش مکمل زن                                      | دختر، ازهم‌گسیخته    | برنده    |
| ۲۰۰۸ | جایزه گلدن گلوب           | بهترین بازیگر زن فیلم درام                                     | قلب قدرتمند         | نامزدشده |
| ۲۰۰۸ | جایزه انجمن بازیگران فیلم | بهترین بازیگر نقش اول زن                                       | قلب قدرتمند         | نامزدشده |
| ۲۰۰۹ | جایزه اسکار               | بهترین بازیگر نقش اول زن                                       | بچه جایگزین         | نامزدشده |
| ۲۰۰۹ | جوایز فیلم بفتا           | بهترین بازیگر نقش اول زن                                       | بچه جایگزین         | نامزدشده |
| ۲۰۰۹ | جایزه گلدن گلوب           | بهترین بازیگر زن – فیلم درام                                   | بچه جایگزین         | نامزدشده |
| ۲۰۰۹ | جایزه انجمن بازیگران فیلم | بازیگر برجسته زن در نقش اصلی                                   | بچه جایگزین         | نامزدشده |
| ۲۰۱۱ | جایزه گلدن گلوب           | بهترین بازیگر زن - فیلم موزیکال یا کمدی                        | توریست              | نامزدشده |
| ۲۰۱۲ | جایزه گلدن گلوب           | بهترین فیلم غیر انگلیسی‌زبان                                    | در سرزمین خون و عسل | نامزدشده |
| ۲۰۱۸ | جایزه بفتا                | بهترین فیلم غیر انگلیسی زبان                                   | اول پدرم را کشتند   | نامزدشده |
| ۲۰۱۸ | جایزه گلدن گلوب           | بهترین فیلم خارجی‌زبان                                          | اول پدرم را کشتند   | نامزدشده |